# Prawatan
Prawatan is een bestuurslaag in het regentschap Klaten van de provincie Midden-Java, Indonesië. Prawatan telt 4540 inwoners (volkstelling 2010).